# William Paterson University
De William Paterson University of New Jersey is een openbare universiteit in Wayne Township, (New Jersey).

## Geschiedenis
Ze werd in 1855 opgericht voor de opleiding van docenten in New Jersey en verhuisden in 1951 naar hun huidige campus op een voormalige boerderij van de familie Hobart (vandaar de naam van het in 1877 gebouwde Hobart Manor, waarin de president van de universiteit zijn kantoor heeft), de familie van de voormalige Amerikaanse vice-president Garret Hobart. Ze heette toentertijd nog Paterson State Teachers College, verruimden echter hun leerplan in 1966 op verdere afrondingen en veranderde in 1971 de naam in William Paterson University.
Ze werd benoemd naar William Paterson, voormalig gouverneur en senator van New Jersey en lid van de Hooggerechtshof van de Verenigde Staten. De universiteit ligt in een bebost, heuvelachtig gebied nabij Paterson.
De nadruk van de opleiding zijn naast geesteswetenschappen, medicijnen en bedrijfseconomie. Ze leidden o.a. ook op in populaire muziek en jazz. De universiteit heeft het eigen radiostation WPSC-FM. In 2010 hadden ze ongeveer 11.000 studenten.